# 小李飛刀
小李飛刀，武俠小說家古龍筆下虛構的武器之一，為「小李探花」李尋歡的武器，後亦為葉開、丁靈中、李壞等角色使用。
出自小說《多情劍客無情劍》，並出現於古龍的《邊城浪子》、《九月鷹飛》、《天涯‧明月‧刀》、《飛刀，又見飛刀》等小說，所以多將以上五書並稱「小李飛刀系列」。
司馬紫煙代筆的晚期作品《圓月彎刀》裡面的小香（龍天香），為李尋歡一生愧對的人龍嘯雲的後人，小香說李尋歡對不起龍嘯雲所以將小李飛刀傳給他的兒子，之後傳了下來，不過龍家認為歷代受李家與阿飛後代保護是可恥的，所以一直不肯使用。但此書並不以此為主軸，所以仍不列入小李飛刀系列。
《邊城刀聲》為丁情為同名電視劇所編寫的作品，雖與古龍雙掛名合著，但實際故事為丁情獨立創作，不應列入本系列。

## 武器
小李飛刀，刀長三寸七分，用一般尋常鋼鐵鑄造，配合內功運用，無堅不摧。在作品中，小李飛刀被描寫成一種防無可防的武器，其發招方式、過程都沒有詳細敘述，當眾人注意到的時候，飛刀就已經命中目標了，與李尋歡對上之對手都遭此擊殺。不過、由於古龍其作品風格鮮少描述動作及招式細節，故其原理依舊不明。
在古龍小說中，平湖百曉生曾經寫一部《兵器譜》，品評天下兵器。「小李飛刀」名列天下第三。但兵器譜本身並非以招式強弱為唯一標準，例如排名第二的上官金虹「子母龙凤环」最後也敗於小李飛刀手上。从《边城浪子》中荆无命对此战的回忆，此戰中關鍵點在於小李飛刀有無出手的空間，在上官金虹想要看看自己是不是能夠贏過「小李飛刀」而給予空隙時中刀落敗。由此可知上官金虹敗於小李飛刀不是全因為自己不能取勝，在兵器譜上的排名是有其意義的。

## 改编作品
- 1974 英雄榜 (華視1974年閩南語電視劇)
- 1978 小李飛刀 (1978年電視劇)
- 1978 小李飛刀 (1978年電視劇)
- 1980 英雄本無淚 (台視1980年電視劇)
- 1982 小李飛刀 (華視1982年電視劇)
- 1991 多情劍客 (1991年電視劇)
- 1994 小李飛刀 (1994年電視劇)
- 1999 小李飛刀 (1999年電視劇)
- 2003 飛刀问情 (2003年電視劇)
- 2007 小李飞刀 (2007年电视剧)

## 同名音樂作品
- 1978年：香港歌手羅文的小李飛刀 (歌曲)和小李飛刀 (專輯)